# 1996년 한국프로야구 포스트시즌
1996년 한국프로야구 포스트시즌은 10월 1일부터 10월 23일까지 열렸다.

## 준 플레이오프
준 플레이오프에서는 3위 한화 이글스와 4위 현대 유니콘스가 맞붙었는데 한화는 큰 경기에 경험 적은 신진들이 많았던 데다 불펜 에이스 구대성의 부상으로 투수진 운용이 뒤틀려 제대로 힘을 써보지 못한 채 플레이오프 진출에 실패했다.

### 1차전
- 10월 1일 - 대전한화생명이글스파크
- 중계: KBS 2TV

| 팀                                                                                                 | 1 | 2 | 3 | 4 | 5 | 6 | 7 | 8 | 9 | R  | H  | E |
| 현대 유니콘스                                                                                      | 1 | 0 | 0 | 0 | 5 | 1 | 3 | 0 | 5 | 15 | 15 | - |
| 한화 이글스                                                                                        | 0 | 0 | 0 | 0 | 0 | 0 | 0 | 0 | 0 | 0  | 3  | - |
| 승리 투수: 정민태 패전 투수: 정민철 홈런: 현대 – 박재홍(5회 3점), 김경기(7회 2점), 김상국(9회 2점) |   |   |   |   |   |   |   |   |   |    |    |   |

### 2차전
- 10월 4일 - 숭의야구장
- 중계: SBS TV

| 팀                                                                              | 1 | 2 | 3 | 4 | 5 | 6 | 7 | 8 | 9 | R | H | E |
| 한화 이글스                                                                     | 0 | 0 | 2 | 0 | 0 | 0 | 0 | 0 | 0 | 2 | - | - |
| 현대 유니콘스                                                                   | 0 | 0 | 2 | 0 | 0 | 1 | 1 | 0 | X | 4 | - | - |
| 승리 투수: 정명원 패전 투수: 구대성 세이브: 정민태 홈런: 한화 – 이영우(3회 2점) |   |   |   |   |   |   |   |   |   |   |   |   |

## 플레이오프
한화를 꺾은 현대는 플레이오프에서 김성근 감독이 이끄는 쌍방울 레이더스와 격돌했는데 1994년 이후 2년 만에 지방팀끼리의 플레이오프 경기가 됐으며 쌍방울은 에이스 성영재가 경기도중 손가락 부상으로 강판당한 탓인지  1차전과 2차전 승리 이후 내리 3연패했다.

### 1차전
- 10월 7일 - 전주종합경기장 야구장
- 중계: SBS TV, KBS 제2라디오

| 팀                                                                 | 1 | 2 | 3 | 4 | 5 | 6 | 7 | 8 | 9  | R | H | E |
| 현대 유니콘스                                                      | 0 | 0 | 0 | 0 | 0 | 0 | 0 | 0 | 0  | 0 | - | - |
| 쌍방울 레이더스                                                    | 0 | 0 | 0 | 0 | 0 | 0 | 0 | 0 | 1x | 1 | - | - |
| 승리 투수: 오봉옥 패전 투수: 정명원 홈런: 쌍방울 – 박철우(9회 1점) |   |   |   |   |   |   |   |   |    |   |   |   |

현대는 정민태, 쌍방울은 성영재가 선발로 나왔다. 양팀 팽팽한 투수전으로 경기가 이어졌고, 9회말 쌍방울은 조원우의 대타로 나온 박철우가 끝내기 홈런을 쳐서 팀의 창단 첫 포스트시즌 승리를 장식하였다.

### 2차전
- 10월 8일 - 전주종합경기장 야구장
- 중계: MBC TV

| 팀                                                                               | 1 | 2 | 3 | 4 | 5 | 6 | 7 | 8 | 9 | R | H | E |
| 현대 유니콘스                                                                    | 0 | 0 | 0 | 0 | 0 | 1 | 0 | 0 | 0 | 1 | - | - |
| 쌍방울 레이더스                                                                  | 0 | 0 | 0 | 0 | 0 | 2 | 0 | 0 | X | 2 | - | - |
| 승리 투수: 김기덕 패전 투수: 김홍집 세이브: 조규제 홈런: 현대 – 박재홍(6회 솔로) |   |   |   |   |   |   |   |   |   |   |   |   |

현대는 김홍집, 쌍방울은 김기덕이 선발로 등판하였다. 현대가 6회초 박재홍의 솔로 홈런으로 먼저 선취점을 획득하였다. 쌍방울이 6회말 김호의 2루타와 진상봉과 김기태의 볼넷으로 1사만루의 찬스를 잡았고 심성보의 땅볼로 동점을 획득한뒤 박경완의 내야안타로 역전시키고 오봉옥과 조규제가 현대타선을 막아내며 2연승을 올려 창단 첫 한국시리즈 진출의 1승만 남겨두었다.

### 3차전
- 10월 10일 - 숭의야구장
- 중계: KBS 2TV

| 팀                                                 | 1 | 2 | 3 | 4 | 5 | 6 | 7 | 8 | 9 | R | H | E |
| 쌍방울 레이더스                                    | 0 | 0 | 0 | 0 | 0 | 0 | 0 | 0 | 0 | 0 | - | - |
| 현대 유니콘스                                      | 0 | 0 | 3 | 0 | 0 | 0 | 0 | 0 | X | 3 | - | - |
| 승리 투수: 최창호 패전 투수: 김원형 세이브: 조웅천 |   |   |   |   |   |   |   |   |   |   |   |   |

### 4차전
- 10월 11일 - 숭의야구장
- 중계: SBS TV

| 팀                                                 | 1 | 2 | 3 | 4 | 5 | 6 | 7 | 8 | 9 | R | H | E |
| 쌍방울 레이더스                                    | 1 | 0 | 1 | 0 | 0 | 0 | 0 | 0 | 0 | 2 | - | - |
| 현대 유니콘스                                      | 1 | 0 | 1 | 0 | 0 | 0 | 0 | 2 | X | 4 | - | - |
| 승리 투수: 김홍집 패전 투수: 김기덕 세이브: 정명원 |   |   |   |   |   |   |   |   |   |   |   |   |

### 5차전
- 10월 13일 - 서울종합운동장 야구장
- 중계: MBC TV

| 팀                                                 | 1 | 2 | 3 | 4 | 5 | 6 | 7 | 8 | 9 | R | H | E |
| 현대 유니콘스                                      | 0 | 0 | 0 | 1 | 1 | 1 | 0 | 0 | 0 | 3 | - | - |
| 쌍방울 레이더스                                    | 0 | 0 | 0 | 0 | 0 | 0 | 1 | 0 | 0 | 1 | - | - |
| 승리 투수: 위재영 패전 투수: 김기덕 세이브: 정민태 |   |   |   |   |   |   |   |   |   |   |   |   |

## 한국시리즈
태평양 돌핀스를 인수하고 1996년 창단 첫 해, 정규시즌 4위를 기록하며 포스트시즌 진출, 한화 이글스를 누른 데 이어 플레이오프 사상 처음으로 2패 뒤 3연승으로 쌍방울 레이더스까지 누르고 한국시리즈에 오른 현대 유니콘스는, 그러나 맞상대 해태 타이거즈에 2승 4패로 무릎을 꿇으며 준우승에 그치면서 인천연고팀 15년 만에 인천에 우승을 선물하는데 실패하였다.

## 같이 보기
- 1996년 한국프로야구